# Gauntlet III: The Final Quest
Gauntlet III: The Final Quest est un jeu sur ordinateur développé par US Gold et Tengen sorti en 1991 pour les plateformes suivantes; Amiga, Atari ST, Commodore 64, ZX Spectrum, Amstrad CPC, un an après Gauntlet: The Third Encounter qui était sorti sur Lynx.
Outre les quatre principaux personnages standard de Gauntlet : Thor, Thyra, Merlin et Questor, quatre nouveaux personnages jouables sont disponibles: Petras, un homme de roche; Dracolis, un homme-lézard, Blizzard, un homme de glace, et Neptune, un Triton. Le jeu est vu dans une perspective isométrique et comprend un mode deux joueurs en mode multijoueur coopératif.